# خیسانده ترش

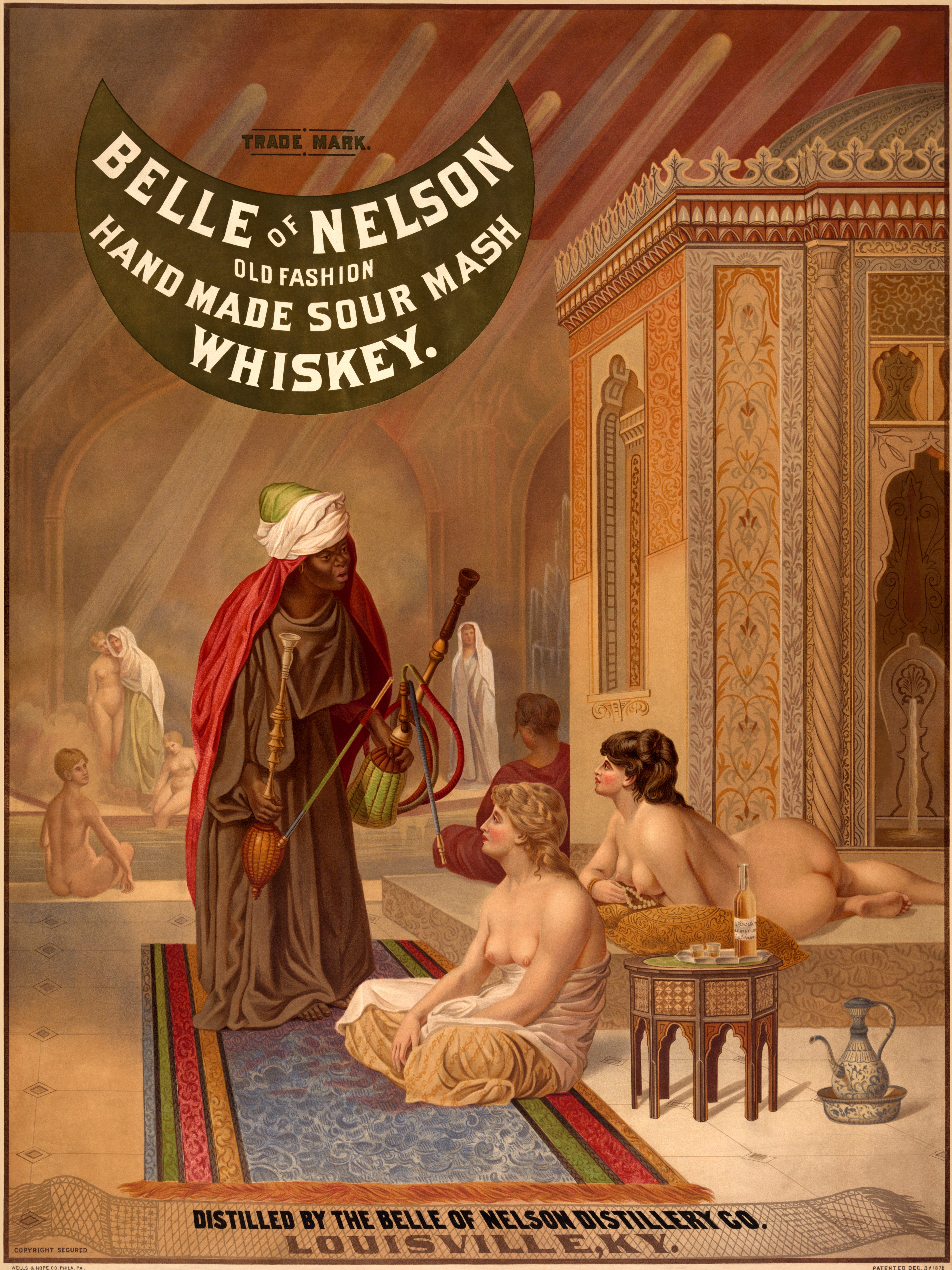
برچسب بل آو نلسون برای ویسکی سور مش

خیسانده ترش (انگلیسی: Sour mash) فرایندی است که در صنایع تقطیر کاربرد دارد و طی آن برای آغاز دوباره فرایند تخمیر در مواد جدید، از خیسانده ترش‌شده مواد قدیمی استفاده می‌شود. درست مشابه استفاده از خمیر ترش برای تخمیر خمیر نان جدید. این اصطلاح همین‌طور می‌تواند به عنوان نام محصولاتی که طی این فرایند تولید شده‌اند، استفاده شود؛ مانند بوربن سور مش (خیسانده ترش). برخلاف اشتباه رایج، این اصطلاح ربطی به مزه ویسکی بوربن ندارد.
در فرایند خیسانده ترش، خیسانده‌ای مخلوط از دانه مالت و آب با مقداری خیسانده ترش (مقداری خیسانده قدیمی که هنوز در آن مخمر زنده وجود دارد) مخلوط می‌شود.